# Тајна Николе Тесле
Тајна Николе Тесле је југословенски играни филм из 1980. године. Режирао га је Крсто Папић који је учествовао и у писању сценарија. Филм је драмско-биографског жанра — описује Теслин живот од детињства до смрти. Филм је снимала кућа Загреб филм 1980, а на DVD-у у Србији први пут га је издало предузеће Делта Видео 2006. године.

## Опис са омота
Никола Тесла (1856—1943) — чувени научник, један од највећих генија у електротехници. Велики број проналазака је његово дело. У Америку долази 1884. год. и почиње да ради у Едисоновој компанији. Већ 1885. године оснива сопствену компанију „Tesla Arc & Light Co.“. Почиње да прави прве моторе и генераторе наизменичних струја. Многи Теслини проналасци су још увек тајна.

## Радња
Филм о животу Николе Тесле, великог светског научника.
Млади, талентовани и независни проналазач Никола Тесла долази у Америку, где се прво ангажује у компанији славног проналазача Едисона, а касније за независне пројекте придобија финансијера Џорџа Вестингхауса.
Интерес за Теслине идеје показује и богаташ Џон Пиерпонт Морган, иначе и Едисонов финансијер, но Едисон неће презати ни од чега да елиминише непожељног супарника...

## Улоге
| Глумац            | Улога             |
| ----------------- | ----------------- |
| Петар Божовић     | Никола Тесла      |
| Стротер Мартин    | Џорџ Вестингхаус  |
| Орсон Велс        | Џон П. Морган     |
| Денис Патрик      | Томас Алва Едисон |
| Оја Кодар         | Кетрин Џонсон     |
| Чарлс Милот       | Адамс             |
| Борис Бузанчић    | Роберт Џонсон     |
| Ана Карић         | Ђука Мандић       |
| Едо Перочевић     | Колман Цзито      |
| Деметер Битенц    |                   |
| Петар Добрић      |                   |
| Вања Драх         | Марк Твен         |
| Игор Гало         | Гуљиелмо Маркони  |
| Маријан Ловрић    | Милутин Тесла     |
| Кристијан Муцк    |                   |
| Андреј Нахтигал   |                   |
| Зоран Покупец     |                   |
| Зорко Рајчић      |                   |
| Лојзе Розман      |                   |
| Бранко Шпољар     |                   |
| Звонко Стрмац     |                   |
| Звонимир Торјанац |                   |
| Велимир Хитил     |                   |
| Антyн Кујавец     |                   |
| Отокар Левај      |                   |

## Награде
- Пула 80' - филм "Тајна Николе Тесле" награђен је Великом сребрном ареном[4][6]
- Врњачка Бања 80' - 2. награда за сценарио[4]
- Ниш 80' - Велика повеља Петру Божовићу[4][7]
- Мадрид 81' - Награда за најбољу мушку улогу Петру Божовићу; Специјално признање публике[4]